# Eurydice convexa
Eurydice convexa là một loài chân đều trong họ Cirolanidae. Loài này được Richardson miêu tả khoa học năm 1900.